# Der Vietnamkrieg – Trauma einer Generation
Der Vietnamkrieg – Trauma einer Generation, Vietnam in HD, ist eine sechsteilige US-amerikanische Miniserie des Fernsehsenders A&E Television Networks aus dem Jahre 2011 mit zum Teil erstveröffentlichten Filmaufnahmen aus dem Vietnamkrieg. Die Serie wurde erstmals am 8. November 2011 auf dem Sender History ausgestrahlt.

## Episoden
| # | Originaltitel      | Deutscher Titel     | Erstausstrahlung  | Deutsche Erstausstrahlung |
| 1 | The Beginning      | Teil I (1964–1965)  | 8. November 2011  | 17. März 2012             |
| 2 | Search and Destroy | Teil II (1966–1967) | 8. November 2011  | 17. März 2012             |
| 3 | The Tet Offensive  | Teil III (1968)     | 9. November 2011  | 18. März 2012             |
| 4 | An Endless War     | Teil IV (1968–1969) | 9. November 2011  | 18. März 2012             |
| 5 | Changing War       | Teil V (1969–1970)  | 10. November 2011 | 19. März 2012             |
| 6 | Peace with Honor   | Teil VI (1970–1975) | 10. November 2011 | 19. März 2012             |